# Bán đảo Kii
Bán đảo Kii (紀伊半島 (Kỷ Y bán đảo) Kii-hantō) là bán đảo lớn nhất của đảo Honshū, Nhật Bản. Địa danh Kii xuất phát từ tỉnh Kii thời cổ đại.

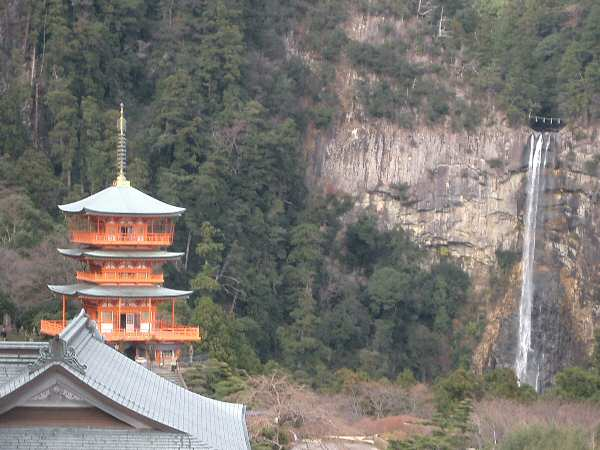
Thác nước Nachi trên bán đảo Kii

Bán đảo Kii, nhất là khu vực Nanki (南紀, âm Hán Việt: "Nam Kỷ"), chịu ảnh hường của dòng hải lưu Kuroshio đưa nước ấm từ nhiệt đới lên nên nhiều mưa, có thể lên tới 5 mét (200 in) hằng năm. Trung bình ở Owase thì đo được 3,85 mét (150 in). Nước biển ấm cũng tạo môi trường cho san hô ở ven biển Kii. Ngược lại, vì có nguồn nước âm, bán đảo Kii khi có bão thì thường bị thiệt hại nhiều nhất.
Địa hình bán đảo Kii núi non, rừng ôn đới phủ kín. Vì vũ lượng cao nên đây cũng có nhiều thác nước. Sông ngòi thì chảy xiết nên không hợp cho việc trồng cấy. Kinh tế chủ yếu trông vào lâm nghiệp và ngư nghiệp.